# Katholischer Traditionalismus
Der katholische Traditionalismus (auch: Traditionalistenbewegung) umfasst verschiedene Strömungen innerhalb der römisch-katholischen Kirche, die die Reformen und Erneuerungsbemühungen des Zweiten Vatikanischen Konzils (1962–1965) und ihrer Nachwirkungen grundsätzlich kritisieren, ablehnen oder bekämpfen. Dabei handelt es sich jedoch nicht um eine einheitliche Bewegung, sondern um ein Spektrum unterschiedlicher Ausprägungen.
Ein verbindendes Element der meisten traditionalistischen Gruppen ist die Feier der heiligen Messe in ihrer vorkonziliaren Form, wie sie vor dem Zweiten Vatikanischen Konzil festgelegt war.

## Geschichte

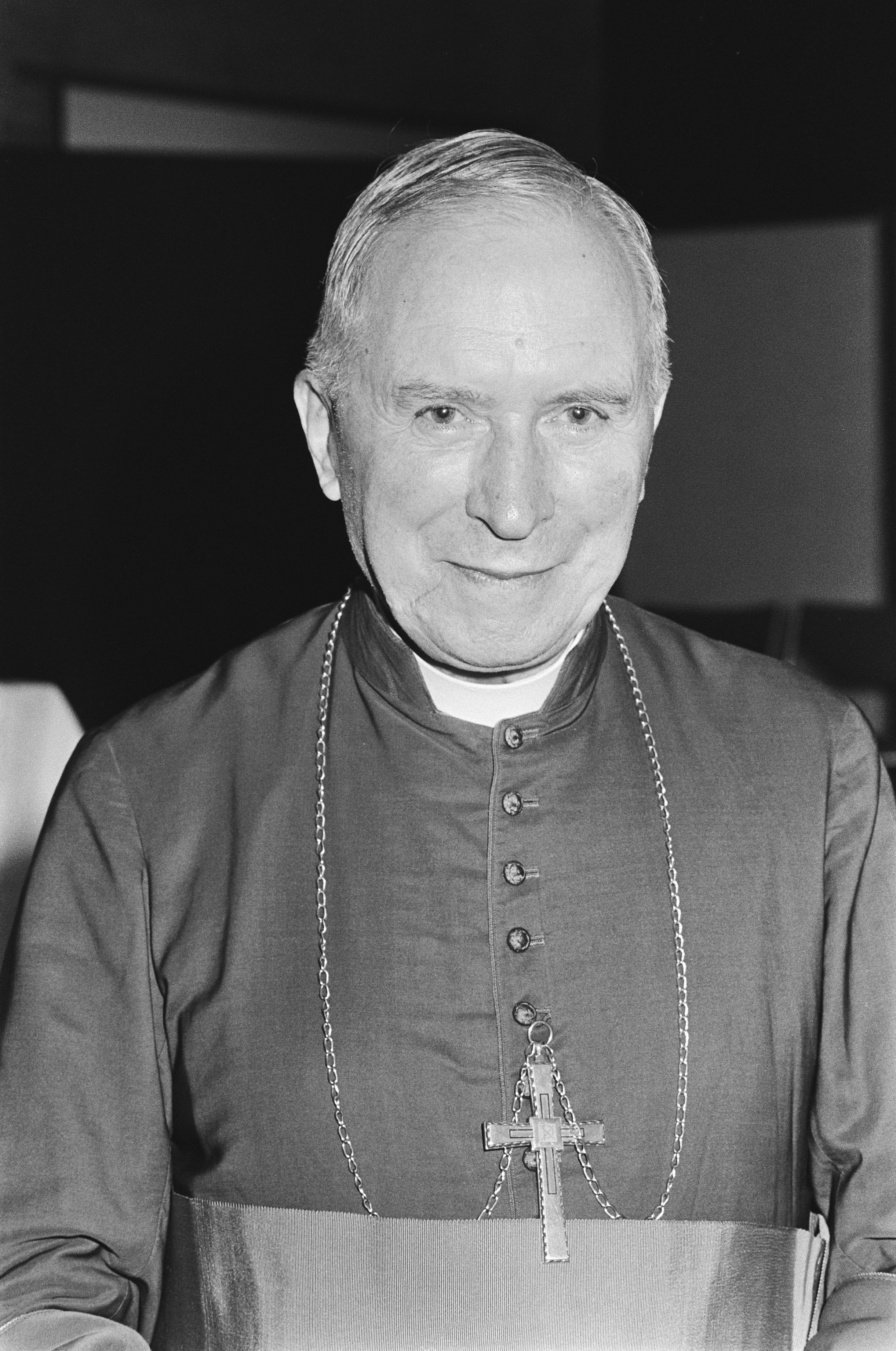
Der ehemalige Erzbischof von Dakar und Gründer der Priesterbruderschaft St. Pius X. Marcel Lefebvre (1981)

Der katholische Traditionalismus entstand als Reaktion auf die tiefgreifenden Reformen des Zweiten Vatikanischen Konzils (1962–1965) und die sich daraus ergebenden Veränderungen in der römisch-katholischen Kirche. Obwohl traditionalistische Strömungen in Ansätzen bereits vor dem Konzil existierten, entwickelte sich der moderne Traditionalismus vor allem in den 1960er- und 1970er-Jahren.
Das Zweite Vatikanische Konzil brachte tiefgreifende Veränderungen mit sich, darunter:
- Einführung der Volkssprache in der Liturgie, anstelle des Lateins.
- Förderung der Ökumene und des interreligiösen Dialogs.
- Betonung der Rolle der Laien in der Kirche.
- Öffnung für moderne gesellschaftliche Entwicklungen.

Diese Neuerungen wurden von vielen Katholiken begrüßt, stießen jedoch bei einer Minderheit auf Widerstand und führten in den 1970er-Jahren zur Bildung erster traditionalistischer Gruppierungen, die die vorkonziliaren Praktiken bewahren wollten. Eine zentrale Figur war Erzbischof Marcel Lefebvre, der 1970 die Priesterbruderschaft St. Pius X. (FSSPX) gründete. Die Bruderschaft wurde zu einem Symbol des Widerstands gegen die Reformen. Lefebvre weihte 1988 ohne päpstliche Erlaubnis vier Bischöfe, was zu seiner Exkommunikation führte. An diesem Punkt spalteten sich Papsttreue Traditionalisten ab, wie die Priesterbruderschaft St. Petrus (FSSP), die versucht traditionalistische Anliegen mit der römisch-katholischen Hierarchie zu versöhnen.
Ein Wendepunkt war 2007 die Veröffentlichung des Motu proprio Summorum Pontificum durch Papst Benedikt XVI., das die Feier der tridentinischen Messe erleichterte. Dies stärkte traditionalistische Gruppierungen und führte zu einem wachsenden Interesse an der alten Liturgie, auch bei jüngeren Gläubigen.
Papst Franziskus schränkte die Feier der alten Messe 2021 durch das Motu proprio Traditionis Custodes wieder ein, was auf heftige Kritik von Traditionalisten stieß.

## Elemente des katholischen Traditionalismus
Der katholische Traditionalismus umfasst verschiedene Strömungen innerhalb der römisch-katholischen Kirche, die sich durch bestimmte gemeinsame Merkmale auszeichnen:
- Ablehnung der Reformen des Zweiten Vatikanischen Konzils: Viele Traditionalisten kritisieren die während und nach dem Konzil (1962–1965) eingeführten kirchlichen Reformen und Erneuerungsbestrebungen.
- Beibehaltung der vorkonziliaren Liturgie: Ein zentrales Anliegen ist die Feier der heiligen Messe und anderer liturgischen Vollzüge in der Form, wie sie vor dem Konzil praktiziert wurde, oft fälschlich als „Tridentinische Messe“ oder Alte Messe bezeichnet.
- Skepsis gegenüber der Ökumene: Einige traditionalistische Gruppen stehen der ökumenischen Bewegung ablehnend gegenüber, da sie eine Verwässerung der katholischen Identität befürchten.
- Bewahrung traditioneller Glaubensinhalte und Praktiken: Es besteht ein starkes Bestreben, traditionelle Glaubenslehren und -praktiken zu erhalten und gegen als modernistisch empfundene Einflüsse zu verteidigen.

Der katholische Traditionalismus ist eine facettenreiche Bewegung, die die Spannung zwischen Bewahrung und Veränderung innerhalb der Kirche deutlich macht. Während traditionalistische Gruppen oft am Rand der kirchlichen Hierarchie stehen, sind sie ein integraler Bestandteil der römisch-katholischen Kirche und beeinflussen ihre Entwicklung bis heute.

### Positionen
Traditionalistische Gruppierungen lehnen in aller Regel die Veränderungen auf dem Gebiet der Sexualmoral, die Legalisierung des Schwangerschaftsabbruchs, die Pränataldiagnostik, die Erleichterung der Ehescheidung, die Einführung der gleichgeschlechtlichen Ehe, die Frühsexualisierung und die Sterbehilfe als nicht mit der Lehre der Katholischen Kirche vereinbar ab. Auch der Ökumene stehen sie überwiegend ablehnend gegenüber, da sie in diesem Zusammenhang eine Verwischung zwischen Katholizismus und anderen christlichen Konfessionen befürchten.
Die Piusbruderschaft zeichnet sich darüber hinaus durch eine Ablehnung der Aufklärung, der Demokratie und der Religionsfreiheit ab. Einige ihrer Vertreter fielen außerdem durch Islamfeindlichkeit und, im Unterschied zu den meisten Evangelikalen, auch durch Antisemitismus auf.

## Einzelne Strömungen

### Traditionalisten in Gemeinschaft mit der Kirche
Folgende Gruppen akzeptieren grundsätzlich die Dokumente des Zweiten Vatikanischen Konzils:
- Priesterbruderschaft St. Petrus
- Una-Voce-Bewegung
- Diener Jesu und Mariens
- Engelwerk
- Schwesternschaft vom Heiligen Kreuz
- Katholische Pfadfinderschaft Europas

Um Traditionalisten, denen es vor allem um eine Revision der Liturgiereform ging, entgegenzukommen, gestattete Papst Johannes Paul II. 1984 unter bestimmten Bedingungen die Feier der Heiligen Messe nach dem Römischen Messbuch aus dem Jahr 1962, nachdem seit 1974 in Gemeindemessen ausschließlich die von Papst Paul VI. 1969 promulgierte Ausgabe des Römischen Messbuches verwendet werden durfte, was von altritualistischen Exponenten der Traditionalistenbewegung seit den 1970er Jahren scharf kritisiert worden war.
In seinem Motu proprio Summorum Pontificum regelte Papst Benedikt XVI. 2007 die Bedingungen, unter denen liturgische Feiern in der von ihm zur außerordentlichen Form des römischen Ritus erklärten vorkonziliaren Form stattfinden können, neu und erweiterte sie stark. Papst Franziskus hob diese Zweiteilung des Römischen Ritus in seinem Motu proprio Traditionis custodes vom 16. Juli 2021 auf und entschied, dass die liturgischen Bücher von 1970 in den von den Päpsten Paul VI. und Johannes Paul II. herausgegebenen Fassungen „einzige Ausdrucksform der lex orandi des Römischen Ritus“ seien. Die Feier der heiligen Messe nach dem Missale Romanum von 1962 ist seitdem auf wenige Ausnahmen eingeschränkt, die der Zustimmung des jeweiligen Diözesanbischofs bedürfen.

### Traditionalisten im Dissens mit der Kirche

#### Lefebvre
Den größten Bekanntheitsgrad unter den Wortführern des katholischen Traditionalismus erreichte der 1991 verstorbene französische Erzbischof Marcel Lefebvre. Seine Bewegung hat eine Reichweite von angeblich über 600.000 Anhängern. An der Spitze der Bewegung steht die Priesterbruderschaft St. Pius X. mit nach eigenen Angaben über 700 Priestern, die seit 1975 keinen kanonischen Status mehr in der römisch-katholischen Kirche hat. Von Rom aus betrachtete Illegale Bischofsweihen führten 1988 zur Exkommunikation der vier geweihten und zwei weihenden Bischöfe, die von Seiten der FSSPX als ungültig eingestuft wurden, da die Weihen nicht aus Rebellion oder Ungehorsam stattfanden, sondern aus Not. Einige Priester, die diese Entwicklung ablehnten, gründeten 1988 die Priesterbruderschaft St. Petrus.
Die Exkommunikation der vier seinerzeit Geweihten wurde am 21. Januar 2009 von Papst Benedikt XVI. aufgehoben. Sie und die Priester der Bruderschaft sind jedoch weiterhin suspendiert und gelten als „vagante Kleriker“, die zwar gültig, aber größtenteils in irregulärer Weise zum Priester geweiht wurden und ohne kirchliche Erlaubnis wirken. Als kurz darauf der Piusbruder Bischof Richard Williamson wegen Leugnung des Holocausts und Volksverhetzung verurteilt wurde, geriet Papst Benedikt XVI. in die Kritik, sich durch die Integration der Piusbrüder nicht ausreichend vom Antisemitismus abgegrenzt zu haben.
2020 feierte die Piusbruderschaft ihr 50-jähriges Bestehen.

#### Integralismus
Theologisch steht der Traditionalismus in der Kontinuität der im 19. und frühen 20. Jahrhundert in der römisch-katholischen Kirchenleitung zeitweilig dominierenden Strömung des theologischen Integralismus. Der integralistische Traditionalismus lehnt die nach Ansicht seiner Anhänger mit früheren Entscheidungen des kirchlichen Lehramtes unvereinbaren Positionen des Zweiten Vatikanischen Konzils ab oder kritisiert dessen Verlautbarungen als unklar und missverständlich. Das betrifft neben den liturgischen Veränderungen insbesondere die Anerkennung der Religionsfreiheit und die Kollegialität der Bischöfe.
Historisch nimmt der integralistische Traditionalismus auf den Abwehrkampf des Papsttums gegen Aufklärung und Liberalismus im 19. Jahrhundert Bezug, der zunächst im Unfehlbarkeitsdogma des Ersten Vatikanischen Konzils und anschließend im innerkirchlichen Kampf Papst Pius X. gegen den so genannten Modernismus kulminierte. Traditionalisten betrachten diese Abwehr  „moderner Zeitirrtümer“ und die entsprechenden päpstlichen Verlautbarungen der vergangenen 200 Jahre als wesentlichen Bestandteil der katholischen Doktrin. Im Hintergrund steht ein statischer Traditions- und Offenbarungsbegriff, der im Wesentlichen bei der nachtridentinischen und neuscholastischen Lehrentwicklung stehen bleibt und Weiterentwicklungen, selbst wenn sie aus dem Geist biblischer und patristischer Tradition heraus erfolgen, nicht als Teil einer lebendigen Lehrtradition begreift und sie deshalb als unzulässige Neuerungen ablehnt.

## Situation in einzelnen Ländern und Ausblick
Der katholische Traditionalismus ist eine kleine, aber stetig wachsende Bewegung innerhalb der katholischen Kirche.
Seit jeher eine Hochburg des katholischen Traditionalismus ist Frankreich. Dort verfügt der Traditionalismus über eine starke Basis, gerade bei jüngeren Katholiken. So gaben im Jahr 2022 38 % der französischen Teilnehmer des Weltjugendtages an, dass die „tridentinische Messe“ ihr bevorzugter Ritus sei. Auch sind in den traditionalistischen Gottesdiensten überproportional viele junge Teilnehmer vertreten.
Die wichtigste Wallfahrt des katholischen Traditionalismus, die Pèlerinage de Chrétienté von Paris nach Chartres, verzeichnete in den letzten Jahren stetig wachsendes Interesse.
Traditionalistische Familien verwenden viel Energie auf die Glaubensweitergabe und sind damit oft erfolgreich.
Während in Frankreich die Priesterweihen im Rückgang begriffen sind, nimmt die Zahl der Priesterweihen bei den Traditionalisten eher zu, sodass 2018 jeder fünfte Neupriester Traditionalist war. Auch befinden sich mit der Benediktinerabtei Barroux das bedeutendste traditionalistische Kloster in Frankreich.
Auch in den Vereinigten Staaten verzeichnen die traditionalistischen Messen verstärkten Zulauf. Inzwischen werden in 600 der insgesamt 17.000 amerikanischen Pfarreien Messen nach dem bis 1969 gültigen Messbuch angeboten, die im letzten Jahrzehnt exponentiellen Zulauf verzeichnet haben.

## Kritik
Papst Franziskus kritisierte 2025 in seiner Autobiographie „Hoffe“ den Traditionalismus. Die „Faszination vom Unverständlichen, vom geheimnisvollen Klang, der oft auch das Interesse der jüngeren Generationen erweckt“, sei „kurios“, und  „diese rigide Einstellung geht meist einher mit kostbaren, kostspieligen Gewändern, mit Stickerei, Spitzen und Stolen“; dies sei keine Freude an der Tradition, sondern blanke Zurschaustellung von Klerikalismus. Er habe die Erfahrung gemacht, dass hinter solchen Kostümierungen Unausgeglichenheit, Affektstörungen, Verhaltensprobleme oder ein persönliches Unwohlsein bestünden.